# Belgische kampioenschappen squash
De Belgische kampioenschappen squash zijn door Squash Belgium georganiseerde kampioenschappen voor squashers. 

## Historiek
De eerste editie werd georganiseerd in 1942. Stefan Casteleyn is recordhouder bij de heren met 19 titels en Kim Hannes is recordhoudster bij de dames met 12 Belgische titels.

## Erelijst
| Editie | Jaar | Heren                 | Dames              |
| ------ | ---- | --------------------- | ------------------ |
| 1      | 1942 | F. Dens               |                    |
| 2      | 1943 | H. de Coninck         |                    |
| 3      | 1944 | F. Dens               |                    |
| 4      | 1945 | Philippe Washer       |                    |
| 5      | 1946 | M. Blomme             |                    |
| 6      | 1947 | M. Blomme             |                    |
| 7      | 1948 | J.P. Hye de Crom      |                    |
| 8      | 1949 | M. Blomme             |                    |
| 9      | 1950 | H. de Coninck         |                    |
| 10     | 1951 | H. de Coninck         |                    |
| 11     | 1952 | H. de Coninck         |                    |
| 12     | 1953 | H. de Coninck         |                    |
| 13     | 1954 | Philippe Washer       |                    |
| 14     | 1955 | Michel Van den Bemden |                    |
| 15     | 1956 | Michel Van den Bemden |                    |
| 16     | 1957 | Michel Van den Bemden |                    |
| 17     | 1958 | Michel Van den Bemden |                    |
| 18     | 1959 | Michel Van den Bemden |                    |
| 19     | 1960 | Michel Van den Bemden |                    |
| 20     | 1961 | Michel Van den Bemden |                    |
| 21     | 1962 | Michel Van den Bemden |                    |
| 22     | 1963 | Michel Van den Bemden |                    |
| 23     | 1964 | R. Goossens           |                    |
| 24     | 1965 | R. Goossens           |                    |
| 25     | 1966 | S. Abraham            |                    |
| 26     | 1967 | Michel Van den Bemden |                    |
| 27     | 1968 | R. Goossens           |                    |
| 28     | 1969 | Jelle Narinx          |                    |
| 29     | 1970 | Jelle Narinx          |                    |
| 30     | 1971 | Jelle Narinx          | V. Mikolajczak     |
| 31     | 1972 | J.L. Roersch          | V. Mikolajczak     |
| 32     | 1973 | Jelle Narinx          | V. Mikolajczak     |
| 33     | 1974 | Alain Ceurvorst       | V. Mikolajczak     |
| 34     | 1975 | Alain Ceurvorst       | F. McIntosh        |
| 35     | 1976 | Alain Ceurvorst       | V. Mikolajczak     |
| 36     | 1977 | Alain Ceurvorst       | S. Besford         |
| 37     | 1978 | Alain Ceurvorst       | A. Evans           |
| 38     | 1979 | Alain Ceurvorst       | I. Millar          |
| 39     | 1980 | Philippe Dieudonné    | E. Lloyd-Mitchelli |
| 40     | 1981 | Philippe Dieudonné    | E. Lloyd-Mitchelli |

| Editie | Jaar | Heren                  | Dames             |
| ------ | ---- | ---------------------- | ----------------- |
| 41     | 1982 | Alain Ceurvorst        | Barbara Vuylsteke |
| 42     | 1983 | Philippe Dieudonné     | E. Van Exter      |
| 43     | 1984 | Philippe Dieudonné     | E. Van Exter      |
| 44     | 1985 | Philippe Dieudonné     | Anne Vuylsteke    |
| 45     | 1986 | Philippe Dieudonné     | Barbara Vuylsteke |
| 46     | 1987 | Nicolas Branicki       | Barbara Vuylsteke |
| 47     | 1988 | Nicolas Branicki       | Barbara Vuylsteke |
| 48     | 1989 | Philippe Dieudonné     | Barbara Vuylsteke |
| 49     | 1990 | Nicolas Branicki       | Barbara Vuylsteke |
| 50     | 1991 | Nicolas Branicki       | Inge Coppens      |
| 51     | 1992 | Stefan Casteleyn       | Barbara Vuylsteke |
| 52     | 1993 | Stefan Casteleyn       | Cindy Buysse      |
| 53     | 1994 | Stefan Casteleyn       | Kim Hannes        |
| 54     | 1995 | Stefan Casteleyn       | Inge Coppens      |
| 55     | 1996 | Stefan Casteleyn       | Katline Cauwels   |
| 56     | 1997 | Wim Houbrechts         | Kim Hannes        |
| 57     | 1998 | Stefan Casteleyn       | Katline Cauwels   |
| 58     | 1999 | Stefan Casteleyn       | Kim Hannes        |
| 59     | 2000 | Stefan Casteleyn       | Kim Hannes        |
| 60     | 2001 | Peter Pastijn          | Kim Hannes        |
| 61     | 2002 | Peter Pastijn          | Kim Hannes        |
| 62     | 2003 | Peter Pastijn          | Katline Cauwels   |
| 63     | 2004 | Stefan Casteleyn       | Kim Hannes        |
| 64     | 2005 | Stefan Casteleyn       | Charlie De Rycke  |
| 65     | 2006 | Stefan Casteleyn       | Charlie De Rycke  |
| 66     | 2007 | Stefan Casteleyn       | Annabel Romedenne |
| 67     | 2008 | Stefan Casteleyn       | Kim Hannes        |
| 68     | 2009 | Stefan Casteleyn       | Kim Hannes        |
| 69     | 2010 | Stefan Casteleyn       | Kim Hannes        |
| 70     | 2011 | Stefan Casteleyn       | Kim Hannes        |
| 71     | 2012 | Tom De Mulder          | Kim Hannes        |
| 72     | 2013 | Stefan Casteleyn       | Nele Gilis        |
| 73     | 2014 | Stefan Casteleyn       | Nele Gilis        |
| 74     | 2015 | Stefan Casteleyn       | Nele Gilis        |
| 75     | 2016 | Jan Van den Herrewegen | Tinne Gilis       |
| 76     | 2017 | Joeri Hapers           | Nele Gilis        |
| 77     | 2018 | Jan Van den Herrewegen | Yara Delagrange   |
| 78     | 2019 | Jan Van den Herrewegen | Nele Gilis        |
| 79     | 2020 | Jan Van den Herrewegen | Nele Gilis        |
| 80     | 2022 | Joeri Hapers           | Chloé Crabbé      |

American football · Atletiek (indoor · outdoor · 10 km · 1/2 marathon · marathon · veldlopen · meerkamp) · Autosport (rally) · Badminton · Basketbal (heren · dames) · Baseball · Beachvolleybal · Biljart (driebanden) · Dammen · Futsal · Gymnastiek (acro · trampoline) · Handbal (heren · dames) · Hockey (heren · dames) · IJshockey · Korfbal (zaal · veld) · Krachtbal · Kunstschaatsen · Motorcross (trial · zijspan) · Schaatsen · Schaken · Snooker · Squah · Strandvoetbal · Triatlon (sprint · middenafstand · olympische afstand · mixed relay · ploegen · cross) · Voetbal (heren · dames) · Waterskiën (racing) · Volleybal (heren · dames) · Wielrennen (tijdrijden · weg · piste · gravel · veld · mountainbike · BMX) · Zaalhockey (heren · dames) · Zaalvoetbal